# فينسن
فينسن هي قرية هولندية في مقاطعة خيلدرلند. وهي أصغر القرى التابعة لبلدية بونينجن، وتقع على بعد حوالي 8 كم من شمال فيخين (بالهولندية: Wijchen). تقع جنوب نهر الفال.
كانت فينسن بلدية منفصلة حتى عام 1818، عندما تم دمجها مع إيفايك (بالهولندية: Ewijk).
في عام 2001، كان عدد سكان قرية فينسن 1192 نسمة. كانت المساحة المبنية للقرية 0.37 في الكيلومتر المربع، وتضم 441 مسكن. المنطقة الإحصائية «فينسن»، والتي يمكن أن تشمل أيضًا الأجزاء المحيطة بالقرية، وكذلك الريف المحيط بها، يبلغ عدد سكانها حوالي 2120.

## معرض الصور

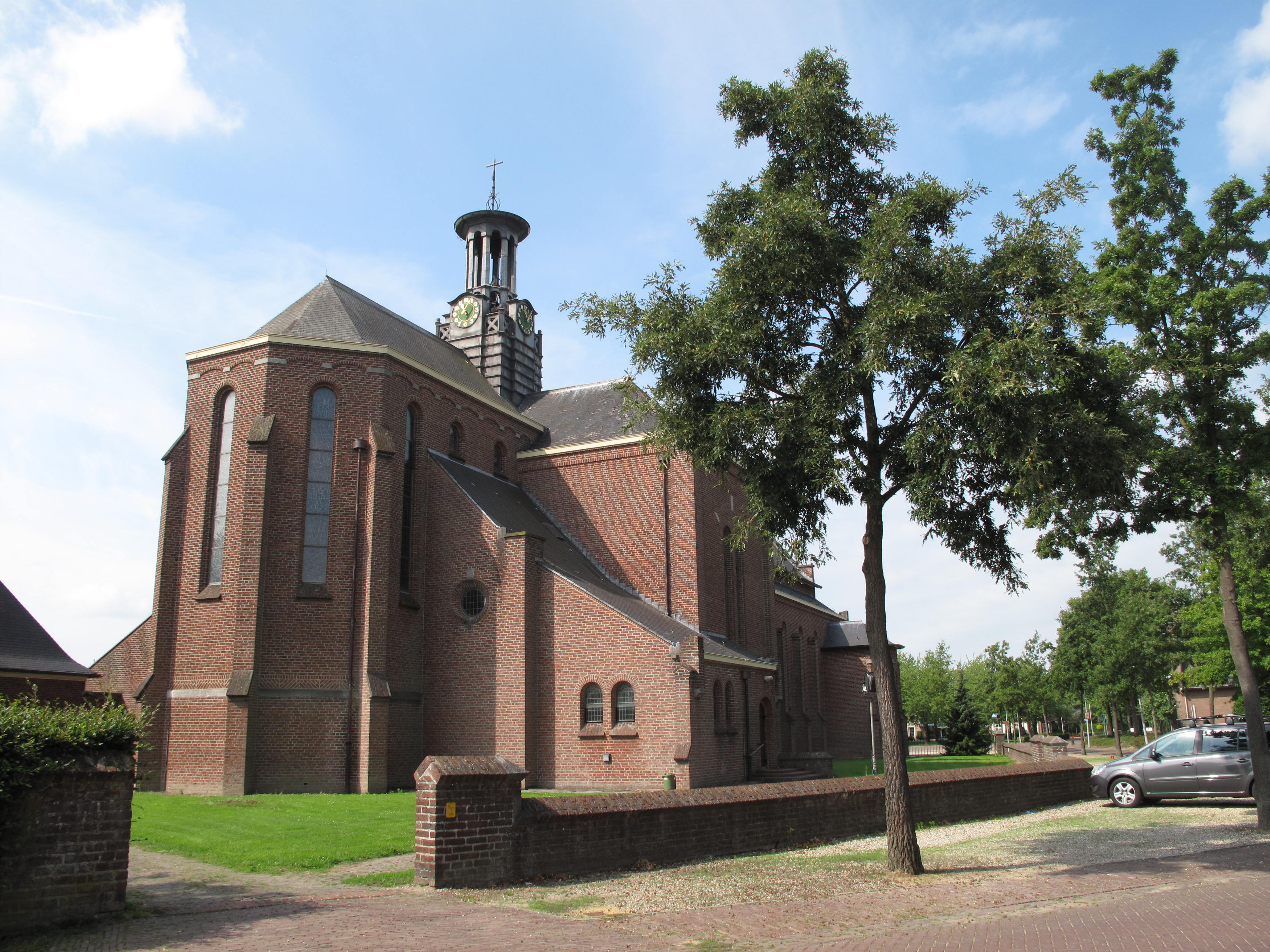
فنسين، الكنيسة.
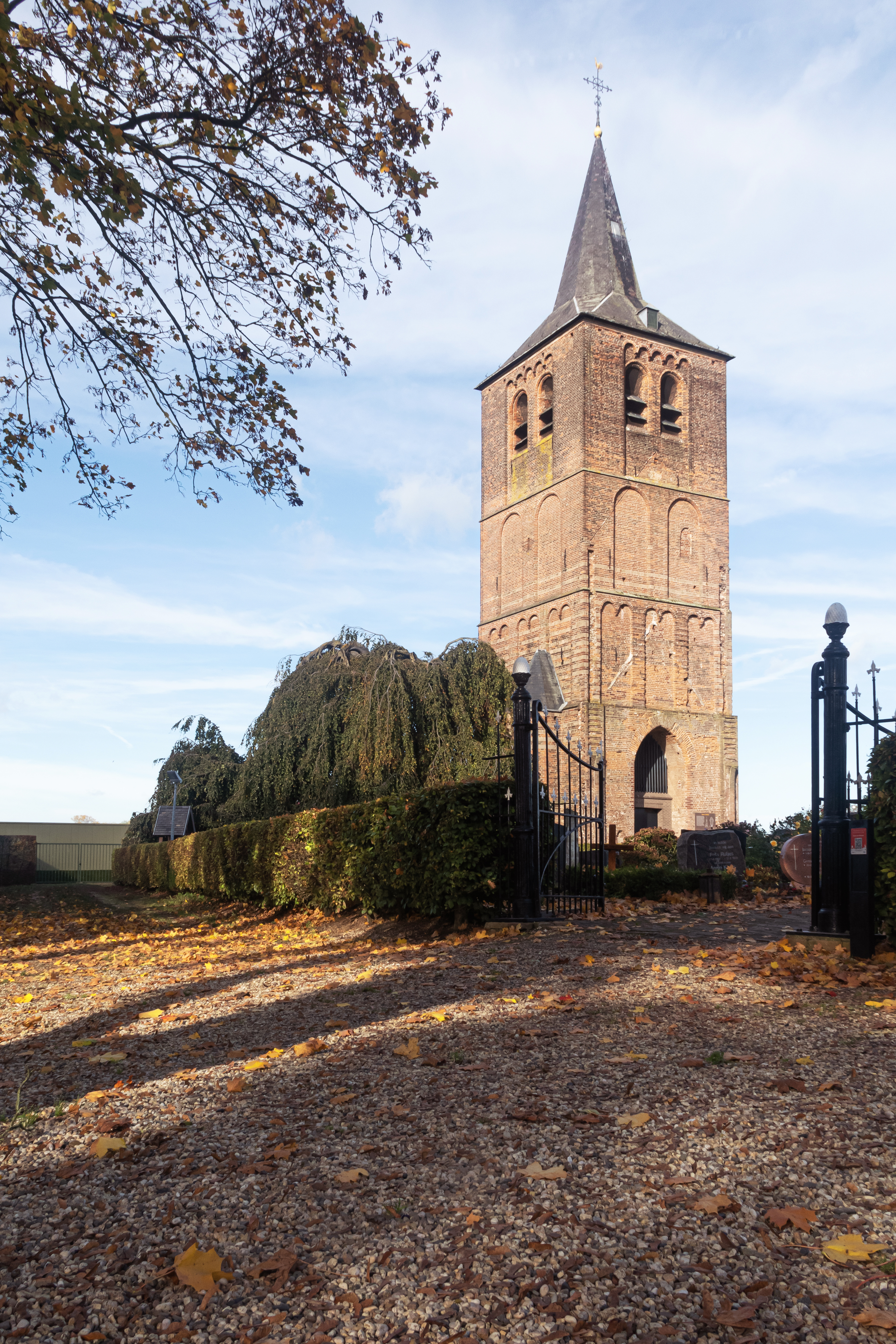
فنسين، برج بالقرب من ساحة الكنيسة.
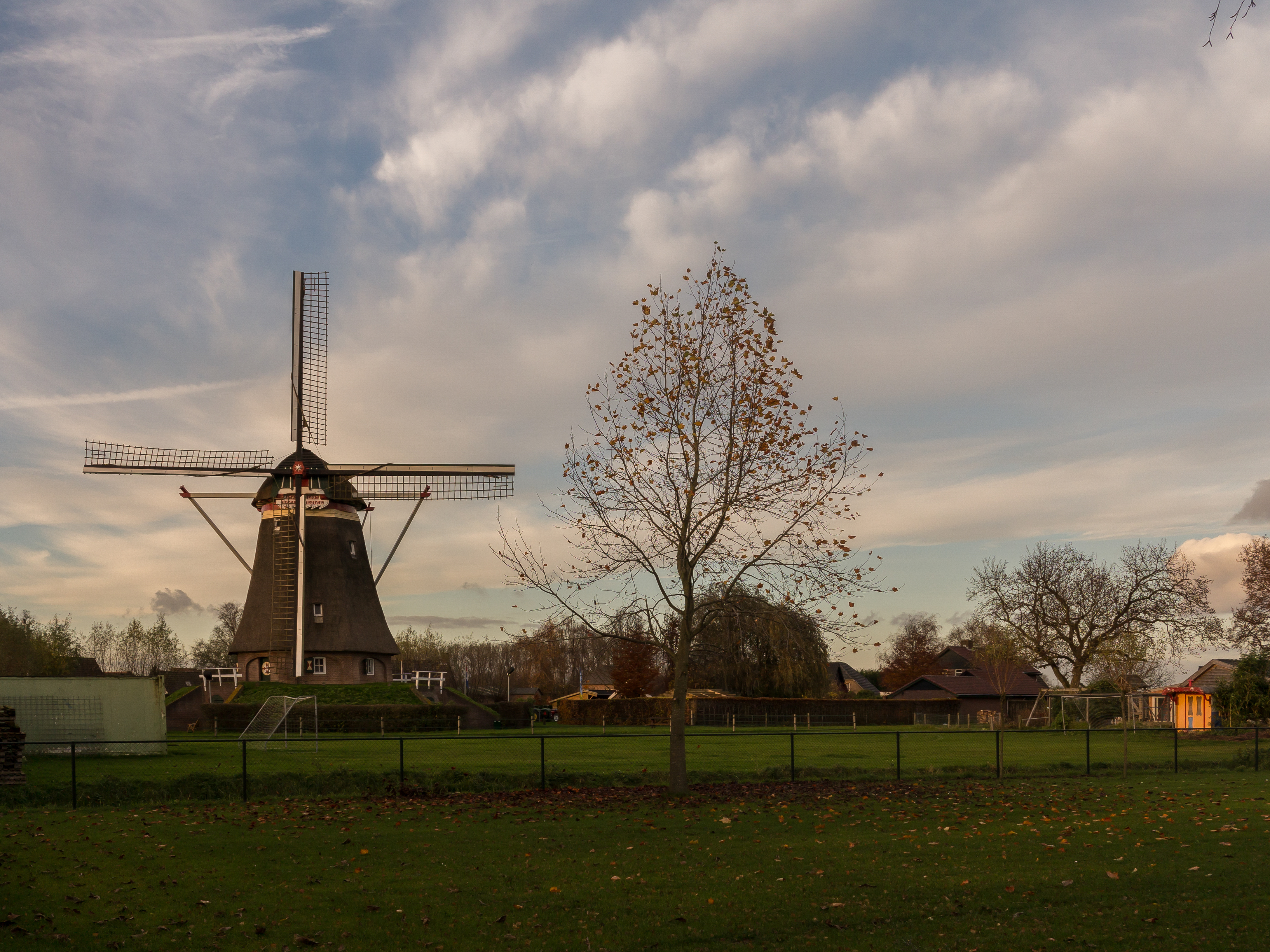
فنسين، طاحونة هوائية.